# Genetsko testiranje
Genetsko testiranje ili DNK testiranje jedno je od medicinskih prava iz zdravstvene zaštite, po kome ukoliko lekar izrazi sumnju da pacijent ima naslednu bolest, pruži pacijentu mogućnost (da nakon potrebnih kliničkih i biohemijskih analiza uradi genetski test) konačno dobije finalnu dijagnozu neophodnu za pravilan i pravovremen odabir lečenja.
Pored proučavanja hromozoma na nivou pojedinačnih gena, genetsko testiranje u širem smislu objedinjuje biohemijske testove za moguće prisustvo nasledne bolesti, ili mutantnog oblika gena koji su povezani sa povećanim rizikom od razvoja genetskih poremećaja. Genetskim testiranjem se otkrivaju promene u hromozomima, genima ili proteinima.
Rezultati genetskog testiranja su osetljivi lični podaci koji se odnose na „biološku privatnost“ testirane osobe. Zbog toga se rezultati genetskog istraživanja smatraju poverljivim.

## Potencijalna korist od genetskog testiranja
Genetsko testiranje se u genetskoj medicinskoj dijagnozi koristi:
- za procenjivanje ranjivosti od naslednih bolesti,
- za uklanjanje neizvesnosti u vezi sopstvene bolesti ili bolesti deteta,
- za određivanje roditeljstva deteta (genetske majke i oca),
- za određivanje predaka određenih osoba ili bioloških odnosa između ljudi,
- za neke specifične bolesti, jer omogućava postavljanje dijagnoza genetskog poremećaja i omogućava adekvatno lečenje (ukoliko je dostupno) ili preventivne mere (ako su moguće).

## Ograničenja i mogući rizici genetskog testiranja
U moguća ograničenja i rizike genetskog testiranja spadaju:
- Čekanje rezultata genetskog testiranja i preuzimanje rezultata može izazvati niz mešanih emocija kao što su stres, zabrinutost, olakšanje ili osećaj krivice.
- Nemogućnost da se uvek genetskim testom potvrditi dijagnoza, odgovarajuća terapija.
- Nemogućnost genetskog objašnjenje za određene bolesti iz različitih razloga (test možda još uvek nije dostupan, ili još uvek nije razvijen zbog toga što nije identifikovana genetska osnova bolesti).
- Nemogućnost predviđanja za neke bolesti, za koje je identifikovana genetska osnova bolesti, da će testirana osoba biti pogođena težim oblikom bolesti.
- Otkrivanje genetskih podataka o drugim članovima biološke porodice - sa kojima testirana osoba deli neke genetske karakteristike - naročito u vezi njihovog genetskog rizika za razvoj bolesti. U ovom slučaju postavlja se pitanje da li ostali članovi porodice testirane osobe žele da znaju tu informaciju?
- Otkrivanje, ponekad, porodične tajne povezane sa očinstvom i usvajanjem.

## Vrste testova
Genetsko testiranje je analiza hromozoma (DNK) i proteina u cilju otkrivanja nasledno povezanih bolesti i genotipova mutacija sa određenim metaboličkim fenotipovima ili kariotipova za kliničku potrebe. Ova vrsta testiranja može dati informacije o ličnim genima i hromozomima tokom života. Dostupne mogućnosti uključuju sledeće testove:

### Skrining novorođenčeta
Skrining novorođenčeta se primjenjuje neposredno nakon njegovog rođenja za otkrivanje genetskih poremećaja koji se mogu lečiti u ranom životnom dobu. U Sjedinjenim Američkim Državama godišnje se rutinski ovim testom pregledaju milioni beba. Sve države testiraju novorođenčad za fenilketonuriju.

### Dijagnostičko testiranje
Dijagnostičko testiranje se koristi za utvrđivanje ili isključivanje određenih genskih ili hromozomskih poremećaja. U mnogim slučajevima, genetsko testiranje se koristi za potvrdu dijagnoze kada se sumnja zasniva na fizičkoj mutaciji i simptomu.
Dijagnostičko testiranje se može obaviti bilo kada tokom života neke osobe, ali nije dostupno za sve gene ili sve genetske poremećaje. Rezultati dijagnostičkih testova mogu uticati na lični izbor zdravstvene zaštite i lečenje bolesti.
Testiranje nosioca
Testiranje nosioca se koristi za identifikaciju osoba koje nose jednu kopiju mutacije gena koji kada je prisutan u dva primerka, ili u homozigotnom stanju, uzrokuje genetski poremećaj.
Ovakvo testiranja se preporučuje osobama koje u porodičnoj istoriji imaju genetski poremećaj i ljudima iz etničkih grupa s povećanim rizikom od posebnih genetskih poremećaja. Ako se testiraju oba roditelja, mogu se pružiti informacije o riziku para da imaju dete s genetskim poremećajem, kao što je npr. cistična fibroza.
Preimplantacijska genetska dijagnostika
Preimplantacijska genetska dijagnoza se izvodi na novozačetim ljudskim embrionima pre implantacije u maternicu, kao dela postupka oplodnje in vitro.
Prenatalna dijagnostika
Prenatalna dijagnostika se koristi za otkrivanje promena u fetusnim genima ili hromozomima pre rođenja. Ova vrsta testiranja se nudi parovima sa povećanim rizikom bebe za genske ili hromozomske poremećaje.
U nekim slučajevima, prenatalno testiranje može smanjiti neizvesnost para ili im pomoći da odluči da li će prekinuti trudnoću. Međutim test, ne može otkriti sve moguće nasledne poremećaje i urođene defekte.
Intuitivno i presimptomsko testiranje
Intuitivno i presimptomsko testiranje se primenjuje za otkrivanje gena povezanih sa poremećajima koji se javljuju nakon rođenja, često kasnije u životu. Ovi testovi mogu biti od pomoći ljudima koji imaju člana porodice sa genetskim poremećajem, ali koji u vreme testiranja nemaju njegova obiležja.
Intuitivno testiranje može otkriti mutacije koje povećavaju šanse za razvijanje poremećaja kod osobe sa genetskom osnovom, kao što su određene vrste raka.
Presimptomskim testiranjem može se odrediti da li će se kod osobe razviti genetski poremećaj, kao što su hemohromatoza (poremećaj preopterećenja željezom), pre nego što se pojave znaci ili simptomi. Rezultati prediktivnog i presimptomskog testiranja može pružiti informacije o riziku osobe od razvijanja određenog poremećaja i pomoć u donošenju odluke o medicinskoj njezi.
Farmakogenomika
Farmakogenomika je vrsta genetskog testiranja koje određuje uticaj genetskih varijacija kao odgovor na lijekove.

### Nedijagnostičko testiranje
Nedijagnostičko testiranje uključuje:
Forenzično genetsko testiranje
Forenzično genetsko testiranje upotrebljava sekvence DNK u otikrivanju osoba u pravne svrhe. Za razliku od opisanih testova, forenzička ispitivanja se ne koriste za otkrivanje gena povezanih sa bolešću. Ovom vrstom testiranja može se otkriti kriminalna radnja ili žrtve katastrofa, isključujući ili implicirajući zločin osumnjičenika, odnosno uspostave bioloških odnosa između ljudi (na primjer roditelji – potomci).
Testiranje roditeljstva
Testiranje roditeljstva je vrsta genetskog testa preko posebnih DNK markera za identifikaciju istih ili sličnih obrazaca nasleđivanja između povezanih osoba. Na osnovu činjenice da smo svi pola naše DNK nasledili od oca, a pola od majke, analitičari DNK testova omogućuju osobama da pronađu podudarnu DNK sekvencu u nekom od visoko raznovrsnih markera za zaključak o povezanosti.
Genealoško DNK testiranje
Genealoško DNK testiranje služi za određivanje predaka etničkih loza, prilikom rekonstrukcije genealoškog stabla.
Istraživačko testiranje
Istraživačko testiranje uključuje: pronalaženje nepoznatih gena, proučavanje kako geni djeluju i unapređuje razumijevanje genetskih poremećaja. Preduzima se i kao deo istraživačke studije i obično nije dostupno pacijentima ili njihovim zdravstvenim organizacijama.

## Napomene
1. ↑  Genetski poremećaj koji, ako se ne leči, uzrokuje mentalne bolesti i kongenitalni hipotiroidizam (poremećaj funkcijed tiroidne žlezde]).
2. ↑  Na primer, osoba s mutacijom BRCA1 ima 65% kumulativni rizik od raka dojke.

## Literatura
- T. Đurđić, Pravo na zaštitu genetske privatnosti, Zbornik radova ,,Savremeni pravni promet i usluge, Kragujevac, 2018, 651-663.
- Zakon o genetskoj dijagnostici iz 2009. godine (čl. 11,12 i 13).

## Spoljašnje veze
- Genetsko testiranje iz zdravstvenih razloga — Savet Evrope, 2012.

|  | Molimo Vas, obratite pažnju na važno upozorenje u vezi sa temama iz oblasti medicine (zdravlja). |